# Wilhelm Christoph Bochkoltz
Wilhelm Christoph Bochkoltz (* 23. Januar 1810 in Trier; † 19. März 1877 ebenda) war ein deutscher Chemie-Ingenieur und Hüttendirektor in Dillingen (Saar) und Geislautern. Nach dem Eintritt in den Ruhestand betätigte er sich als Privatgelehrter für Botanik.

## Leben und Wirkung
Wilhelm Christoph Bochkoltz wurde 1810 in Trier als Sohn und erstes Kind des Notars Friedrich Damian Joseph Bochkoltz
(1785–1852) und der Lehrerin Thekla Josepha Bochkoltz geb. Breuning geboren, die 1824 in Trier eine Privatschule für Mädchen gründete. Aus ihrer Familie stammte die Mutter des deutschen Theologen Oswald von Nell-Breuning. Bochkoltz hatte zwei Schwestern und einen Bruder: Antonie Emilie, genannt Antonietta (* 1812), und Anna Juliane, genannt Nanny (* 1815). Letztere machte unter dem Namen Anna Bochkoltz-Falconi als eine der bedeutendsten Opernsängerinnen des 19. Jahrhunderts vor allem in Italien und Frankreich Karriere. Sein Bruder Sebastian August (1820–1901) wurde ebenso bergmännisch tätig. Johann Friedrich Joseph Bochkoltz, ein Onkel von Bochkoltz, war mit der Familie von Karl Marx freundschaftlich verbunden.
Bochkoltz studierte nach seinem Abitur, das er in Trier ablegte, in Metz und Paris Chemische Technik. Gegen Ende des Studiums (um 1833) erfand er eine Präzisionswaage, die auf dem Prinzip der Substitutionswägung beruht. Seine wahrscheinlich erste berufliche Aufgabe war 1835 die Installation einer Dampfmaschine in einer Kohlengrube in der Nähe von Trier. Um das Jahr 1840 erhielt er als Civil-Ingenieur (frz. Ingénieur civil) eine Position als Hütten-Inspektor an der Eisenhütte Dillingen (Saar). Zu dieser Zeit begann er, Naturalien zu sammeln, hauptsächlich Fossilien und Mineralien aus dem saarländischen Perm und Carbon, die er an die Gesellschaft für nützliche Forschungen in Trier übergab, deren korrespondierendes Mitglied er seit dieser Zeit war. Einige seiner Funde befinden sich heute im Muséum national d’histoire naturelle in Paris. Um das Jahr 1853 wurde Bochkoltz Hüttendirektor der Eisenhütte Geislautern, einer der ältesten Eisenhütten im Saar-Revier (gegr. 1585), ca. 1,5 km vom heutigen Weltkulturerbe Völklinger Hütte entfernt. 1854 verlegte er seinen Wohnsitz nach Saarbrücken.
Nach eigenen Aussagen begann Bochkoltz seine botanischen Studien im Sommer 1856; im Herbarium Heidelberg konnten jedoch Belege gefunden werden, die bereits 1855 gesammelt wurden, höchstwahrscheinlich von Bochkoltz selbst. Da er unverheiratet und kinderlos war, reichte das bis zum Jahr 1858 zusammengetragene Vermögen aus, dass er sich 48-jährig aus dem Berufsleben zurückziehen und fortan ganz der Botanik widmen konnte. 1863 wurde Bochkoltz Mitglied des Botanischen Tauschvereins in Wien und 1864 des Botanischen Vereins für die Provinz Brandenburg und die angrenzenden Länder.
Bis zu seinem Tod 1877 trug er ein Herbarium zusammen, das ungefähr 10.000 Belege enthielt. Etwa die Hälfte davon sammelte er selbst, vornehmlich in der Region Trier, der Eifel, der Saargegend, dem Nahetal sowie der Rhein- und Kurpfalz, die andere Hälfte erhielt er von zahlreichen anderen Sammlern seiner Zeit, darunter der Begründer des Botanischen Gartens Berlin-Dahlem Adolf Engler oder Friedrich Wilhelm Noë, Gründer des Botanischen Gartens Constantinopel (Istanbul). Der Großteil seines Herbariums (etwa 8.000 Belege) war seit seinem Tod verschollen und wurde Ende 2016 im Herbarium der Universität Heidelberg wiederentdeckt, weitere ca. 1.500 Belege gingen über den Tauschverein in Wien an andere Sammler. Mehrere Hundert Belege werden heute im Herbarium Senckenbergianum Frankfurt aufbewahrt. Es finden sich einzelne Belege in ca. 18 weiteren Herbarien, darunter Wien, Paris, London, Washington und Berlin. Bochkoltz publizierte mehrere Varietäten von Pflanzen. Sein Herbarium wird seit 2017 im Rahmen des Projektes «Virtuelles Herbarium Bochkoltz» aufgearbeitet.

## Würdigung
1878 wird Bochkoltz in der Liste [...] des Sociétés de Botanique du Monde als Botaniker aufgeführt.